# Alta
För andra betydelser, se Alta (olika betydelser).
Alta är centralort i Alta kommun i Finnmark fylke i Norge med 15 784 invånare (1 januari 2022).
Tätorten Alta innefattar stadsdelarna Bossekop, Bukta, Elvebakken, Midtbakken och Sentrum, som har vuxit ihop till en långsträckt stad. Den är Finnmark fylkes viktigaste utbildningscentrum med bland andra Høgskolen i Finnmark, gymnasium och folkhögskola. I Alta utkommer den oberoende Altaposten. Ortskyrkan Nordlyskatedralen invigdes 2013.
Kommunens industri är till stor del koncentrerad i och omkring tätorten. Här finns betongfabrik, flera trävarufabriker och sågbruk, mejeri, handelsträdgård och maritim service. Vid Vestre Elvebakken finns Alta flygplats. Den 5190 kilometer långa europavägen, E45, slutar i staden, där den även möter europavägen E6.